# Club Deportivo Universidad de Alicante
El Club Deportivo Universidad de Alicante es un club de fútbol español perteneciente a la Universidad de Alicante, que se sitúa en San Vicente del Raspeig (Alicante). Juega en el grupo V de Regional Preferente de la Comunidad Valenciana.

## Historia
Su primera temporada como equipo federado, fue en la temporada 2002/03 participando en Segunda Regional. En dicha temporada el equipo logró el subcampeonato de su grupo de manera sobria, solo superado por el Sporting Plaza de Argel. Así pues, el Universidad ascendía a la Primera Regional de la Comunidad Valenciana. Desde la temporada 2003/04 el club se consolidó en la Primera Regional, hasta que al final de la temporada 2009/10 ascendió a Regional Preferente, donde se ha mantenido hasta la fecha.[cita requerida]

## Palmarés

### Campeonatos regionales
- Primera Regional de Valencia (1): 2009-10 (Grupo 7).[1]
- Copa San Pedro (5): 2006, 2009, 2015, 2017 y 2019.
- Subcampeón de la Primera Regional de Valencia (1): 2013-14 (Grupo 7).[2]
- Subcampeón de la Segunda Regional de Valencia (1): 2002-03 (Grupo 11).[3]
- Subcampeón de la Copa San Pedro (2): 2011[4] y 2014.[5]

### Torneos amistosos
- Trofeo Amaro González (1): 2014.[6]

### Competición Universitaria
El UA ha contribuido en los últimos años como participante en el Campeonato Autonómico de Deporte Universitario (CADU), competición  en la que participan las siete universidades de la Comunidad Valenciana, en la cual participa desde el año 2002 hasta la fecha, y habiendo quedado en la pasada temporada 2018/19 en el 1.º puesto, clasificándose para el Campeonato de España Universitario quedando 3.º.

### Copa San Pedro
En los últimos años, el UA ha conseguido cinco copas en el torneo Amateur más antiguo de la Comunidad Valenciana y de España, la Copa San Pedro, la primera de ellas en 2006 dirigidos por Jaime Pérez, en 2009 y 2015 por Álvaro Martínez, en 2017 por David Bauzá y en 2019 por Javier García.

## Uniforme
- Uniforme titular: Camiseta blanca, pantalón naranja, medias blancas.
- Uniforme alternativo: Camiseta naranja, pantalón naranja, medias naranjas.

## Trayectoria
| Temporada | División                      | Puesto |
| --------- | ----------------------------- | ------ |
| 2002/03   | 2.ª Regional (Grupo 11)       | 2.º    |
| 2003/04   | 1.ª Regional (Grupo 7)        | 8.º    |
| 2004/05   | 1.ª Regional (Grupo 7)        | 11.º   |
| 2005/06   | 1.ª Regional (Grupo 7)        | 3.ª    |
| 2006/07   | 1.ª Regional (Grupo 7)        | 5.º    |
| 2007/08   | 1.ª Regional (Grupo 7)        | 7.º    |
| 2008/09   | 1.ª Regional (Grupo 7)        | 4.º    |
| 2009/10   | 1.ª Regional (Grupo 7)        | 1.º    |
| 2010/11   | Regional Preferente (Grupo 4) | 7.º    |
| 2011/12   | Regional Preferente (Grupo 4) | 17.º   |
| 2013/14   | 1.ª Regional (Grupo 7)        | 2.º    |
| 2014/15   | Regional Preferente (Grupo 4) | 11.º   |
| 2015/16   | Regional Preferente (Grupo 4) | 5.º    |
| 2016/17   | Regional Preferente (Grupo 4) | 10.º   |
| 2017/18   | Regional Preferente (Grupo 4) | 5.º    |
| 2018/19   | Regional Preferente (Grupo 4) | 8.º    |

## Estadio
El CD Universidad de Alicante disputa sus partidos en el campo de fútbol/rugby de las instalaciones deportivas de la Universidad de Alicante.